# آخرین شرط (فیلم)
آخرین شرط (به هندی: Aakhri Daao) یا ترفند نهایی (به انگلیسی: Final Trick) فیلمی هندی محصول سال ۱۹۷۵ و به کارگردانی ای. سلام است. در این فیلم بازیگرانی همچون جیتندرا، سایرا بانو، دنی دنزونگپا، رانجیت، افتخار و ساتین کاپو ایفای نقش کرده‌اند.